# Radulomycetopsis
Radulomycetopsis is een monotypisch geslacht in de orde Agaricales. De familie is nog niet zeker (Incertae sedis). Het geslacht bevat alleen de soort Radulomycetopsis cystidiata.